# Pyrausta prochytalis
Pyrausta prochytalis là một loài bướm đêm trong họ Crambidae.